# Friedrich Ludolf Grave
Friedrich Ludolf Grave (* 15. November 1815; † 22. Januar 1885 in Bremen) war ein Bremer Senator und Bremer Bürgermeister.

## Biografie
Grave war von 1857 bis 1882 Senator und nahm ab 1879 (andere Quellen 1874) bis 1882 das Amt eines Bürgermeisters der Freien Hansestadt Bremen wahr, zeitweise zusammen mit Otto Gildemeister (1879). In seiner Amtszeit wurde u. a. der Bremer Anschluss an die Zollunion verhandelt, der aber erst 1888 stattfand.
Grave war verheiratet. Seine Tochter Christiane Rassow (1862–1906) war mit dem Kaufmann Gustav Rassow verheiratet. Er wohnte in Bremen, Rembertistraße Nr. 65.
Er wurde auf dem Riensberger Friedhof (Grablage U 35/36)  bestattet.